# 2207 Antenor
2207 Antenor é um asteroide troiano de Júpiter localizado no ponto de Lagrange L5 do planeta. Foi descoberto em 19 de agosto de 1977 por Nikolai Stepanovich Chernykh no Observatório Astrofísico da Crimeia.